# Vendelhelm

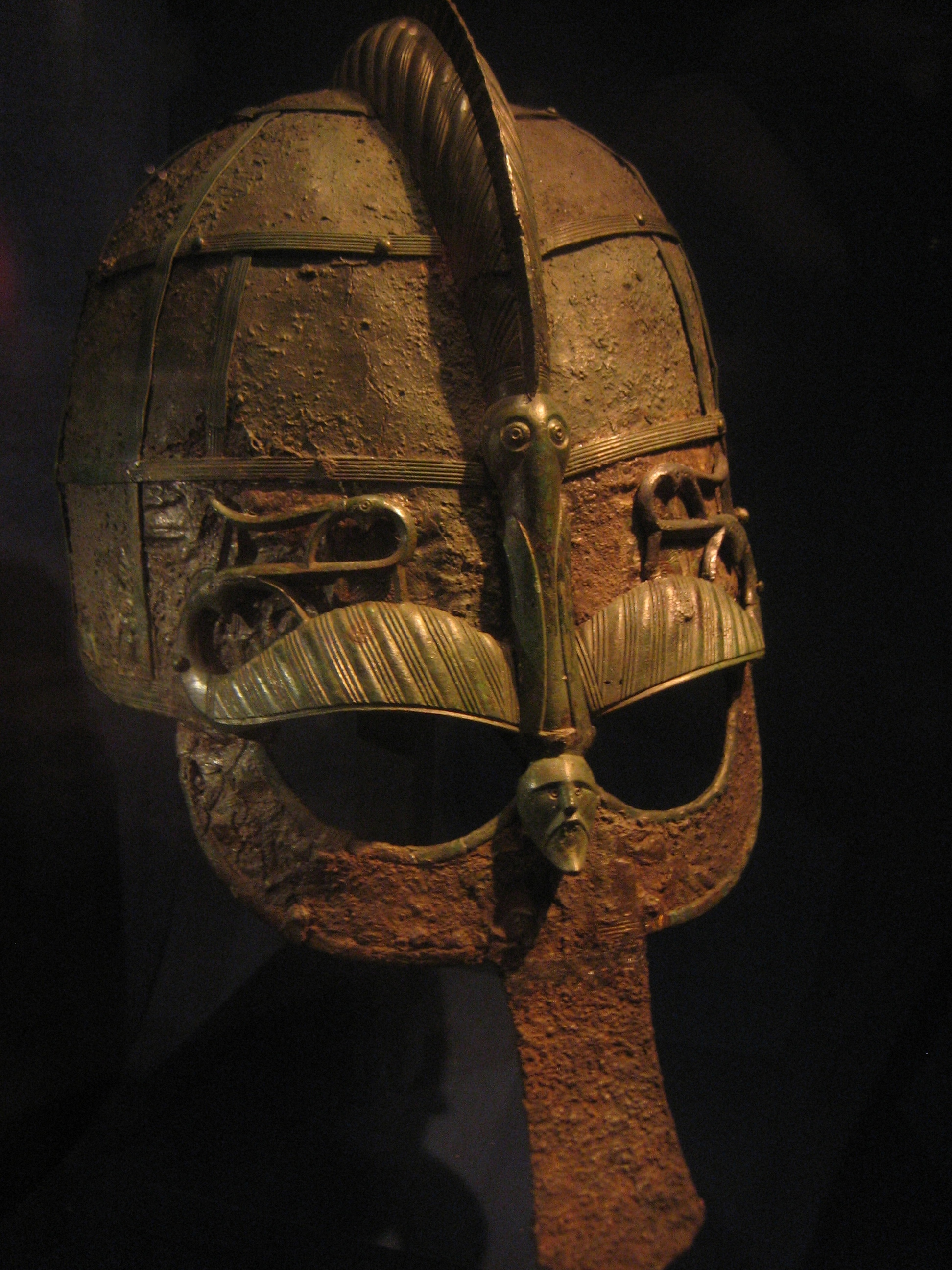
Helm aus einem Bootsgrab in Uppland

Der Vendelhelm oder Brillenhelm, auch Nordischer Kammhelm genannt, ist eine Helmform der Vendelzeit (550 bis 800 n. Chr.). Der Brillenhelm taucht nach den Spangenhelmen auf und war in der Vendelzeit in Skandinavien und auf den Britischen Inseln gebräuchlich. Aus Buskerud in Norwegen ist der Gjermundbu-Helm aus der Zeit um das Jahr 900, also der eigentlichen Wikingerzeit, bekannt.

## Bauweise
Das Grundgerüst des Brillenhelms besteht aus drei miteinander vernieteten Eisenbändern, die jeweils einen Stirnreif, ein Scheitelband und ein Band von Ohr zu Ohr bilden. Daran ist ein Gesichtsschutz und manchmal Wangenklappen sowie ein Hals- oder Nackenschirm aus Kettengeflecht beziehungsweise Eisenblech angebracht. Die Zwischenräume zwischen den Eisenbändern sind mit Eisenplatten ausgefüllt. Besetzt sind die Helme mit einem Kamm und charakteristischen Augenbogenbeschlägen, die jeweils in Tierköpfen enden. Die gesamte Oberfläche des Helms ist darüber hinaus mit Metallblech oder Bronze verkleidet und oftmals verziert. Der deutlich jüngere Gjermundbu-Helm weicht von dieser typischen Bauweise teilweise stark ab.

## Funde und Verbreitung
Insgesamt wurden über 30 dieser Helme in Skandinavien und England gefunden. Die am besten erhaltenen Brillenhelme stammen aus den reichen Bootsgräbern von Valsgärde, Vendel und der Königsnekropole von Uppsala in Uppland. Weniger gut erhaltene derartige Helme sind aus Brandgräbern auf Gotland sowie anderen Teilen Skandinaviens bekannt.
Dazu kommen neben einigen Fragmenten drei gut erhaltene Exemplare aus England, die zwar nicht die typische Augenbrille besitzen, aber in der Grundkonstruktion den Nordischen Kammhelmen entsprechen. Der älteste, der Helm von Sutton Hoo, stammt aus dem Grab von Sutton Hoo, das König Rædwald († um 625) zugeschrieben wird. Der Helm könnte allerdings auch deutlich älter sein und soll aus dem frühen 6. Jahrhundert oder der Zeit um 500 stammen. Die beiden anderen sind der aus York stammende Coppergate-Helm und der Benty-Grange-Helm aus Derbyshire, der von einer Eberfigur am Kamm geziert wird. Derartige Eberhelme werden auch im Beowulf erwähnt.
Aufgrund von Ähnlichkeiten in der Konstruktion wird angenommen, dass sich der Helmtyp von römisch-kaiserlichen Gardehelmen (Spätantiken Kammhelmen) aus der Zeit um 400 n. Chr. herleiten lässt. Nur die drei Helme aus England lassen sich in einen christlichen Kontext bringen, so trägt der aus dem Grab von Benty Grange etwa ein Silberkreuz auf dem Nasenblech. Alle anderen stehen mit heidnischen Symbolen in Verbindung.

## Brillenhelme der Vendelzeit

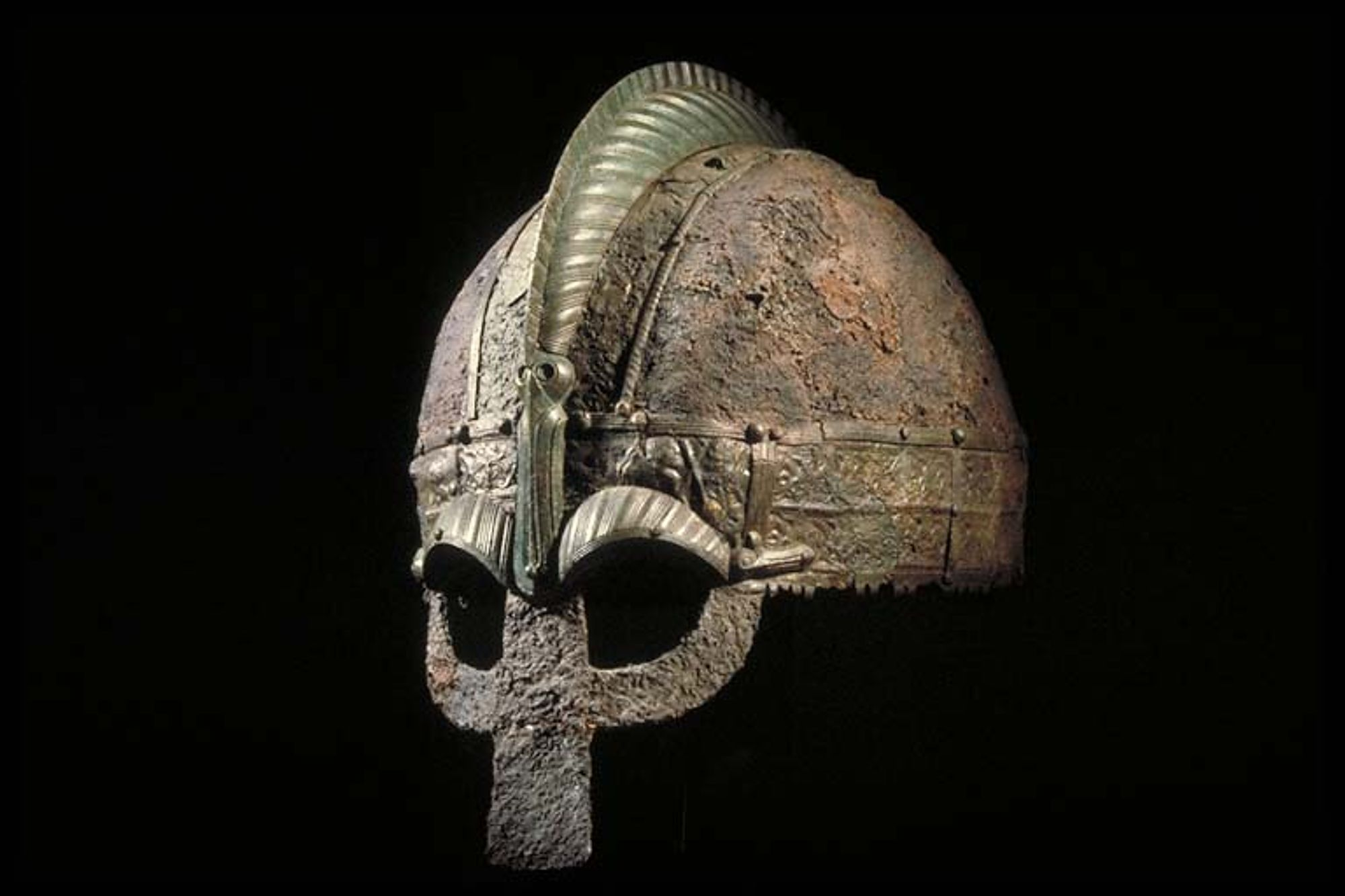
Vendel 12
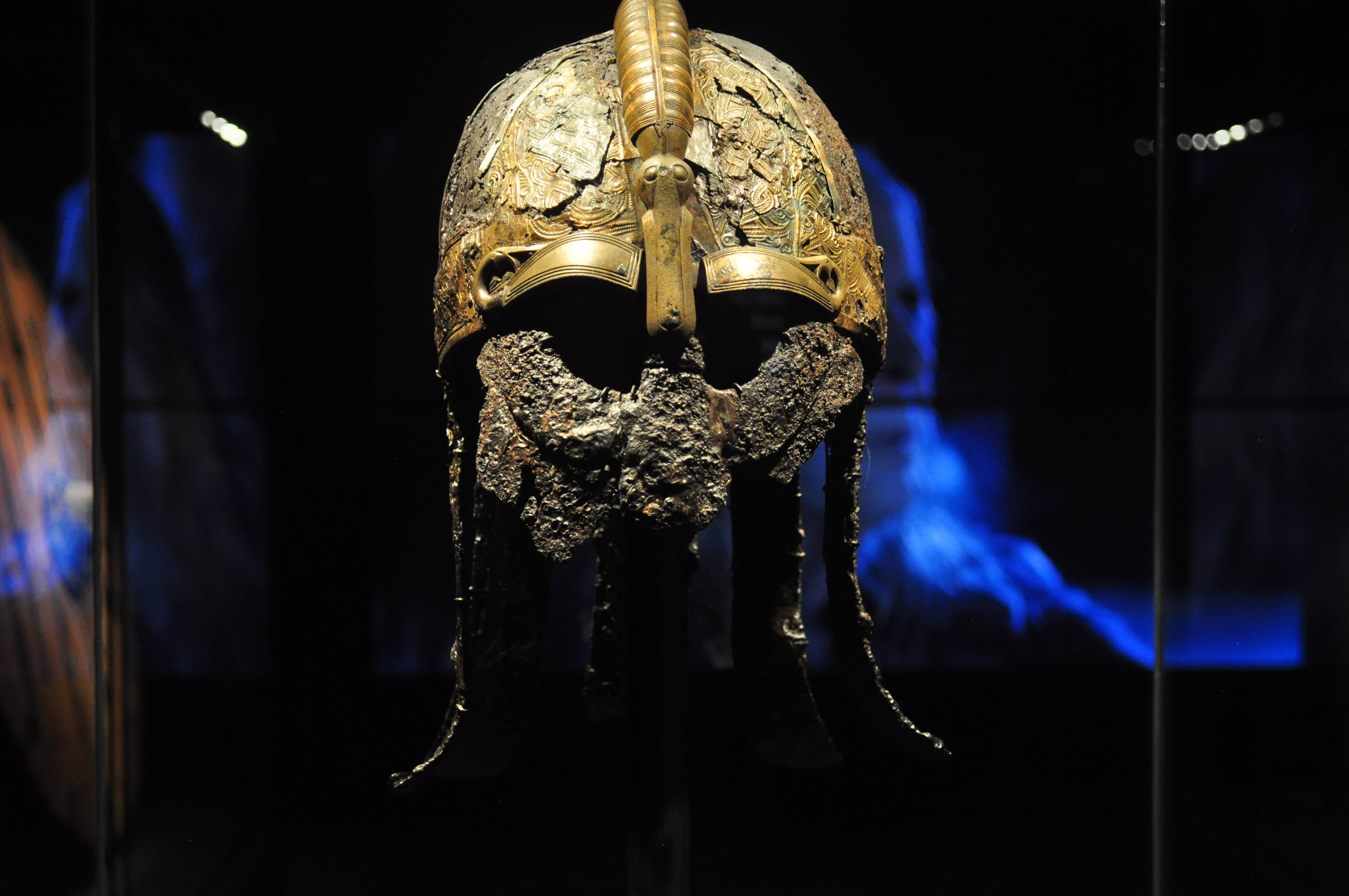
Valsgärde 5
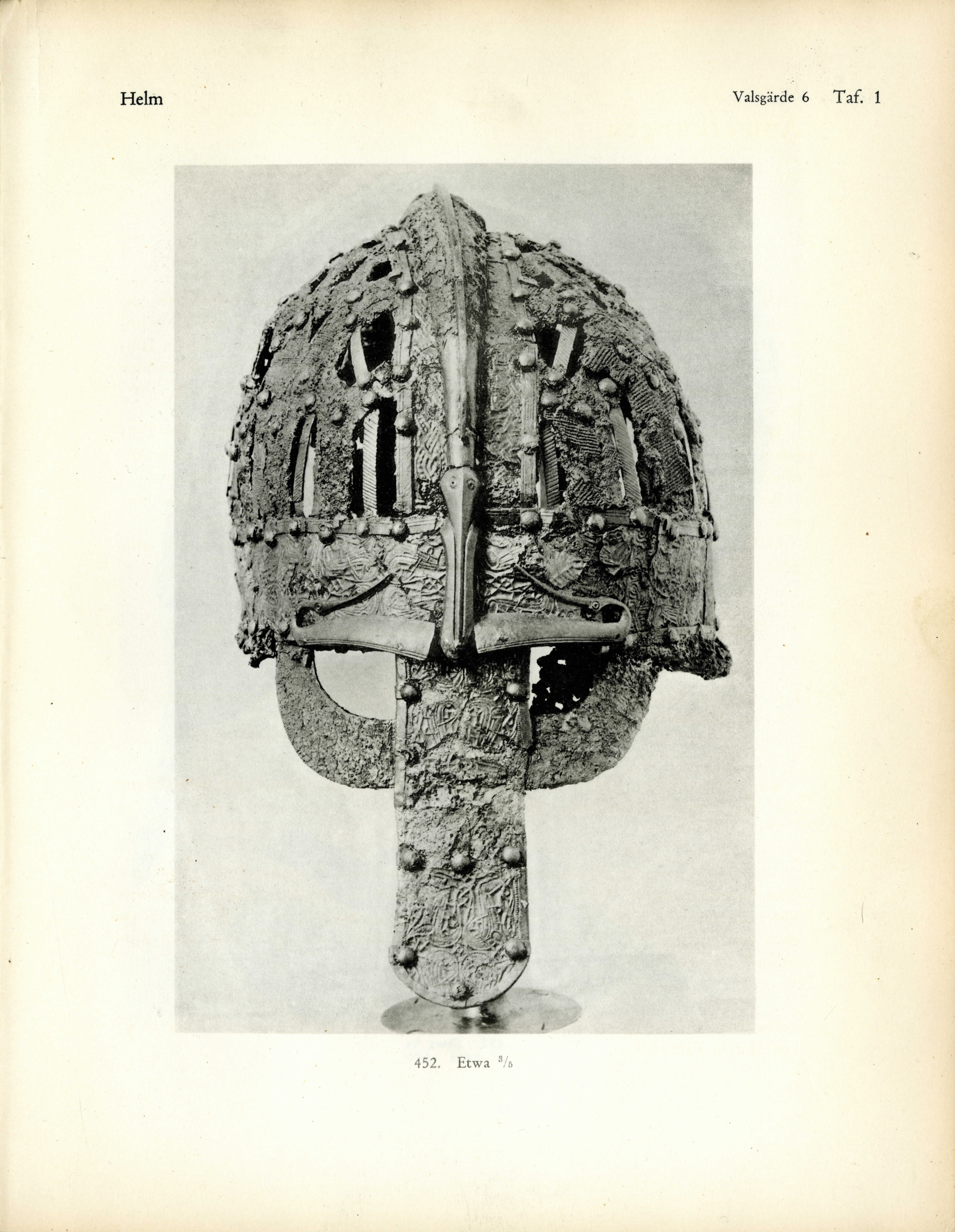
Valsgärde 6
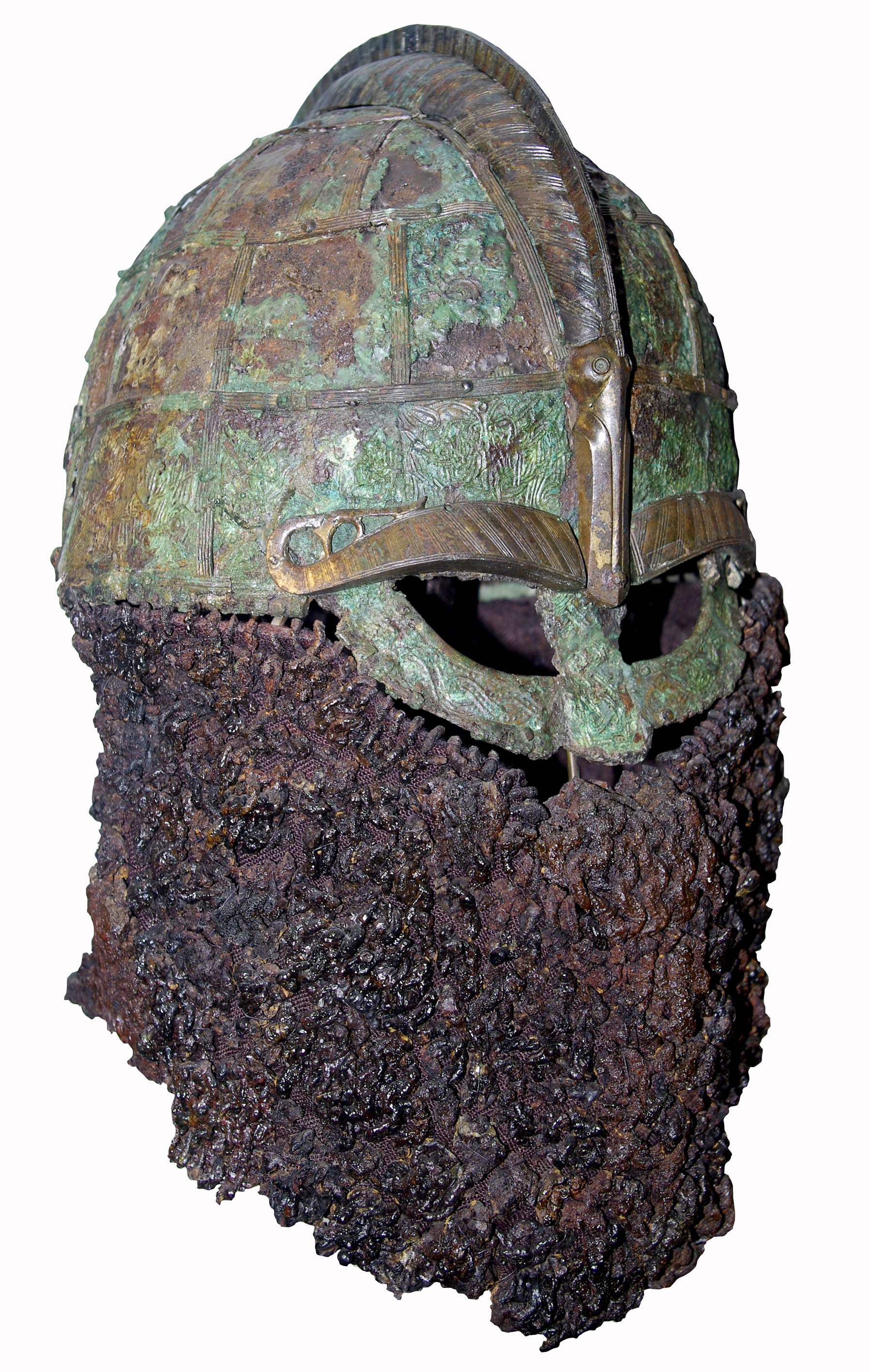
Valsgärde 8

## Verwandte Helme

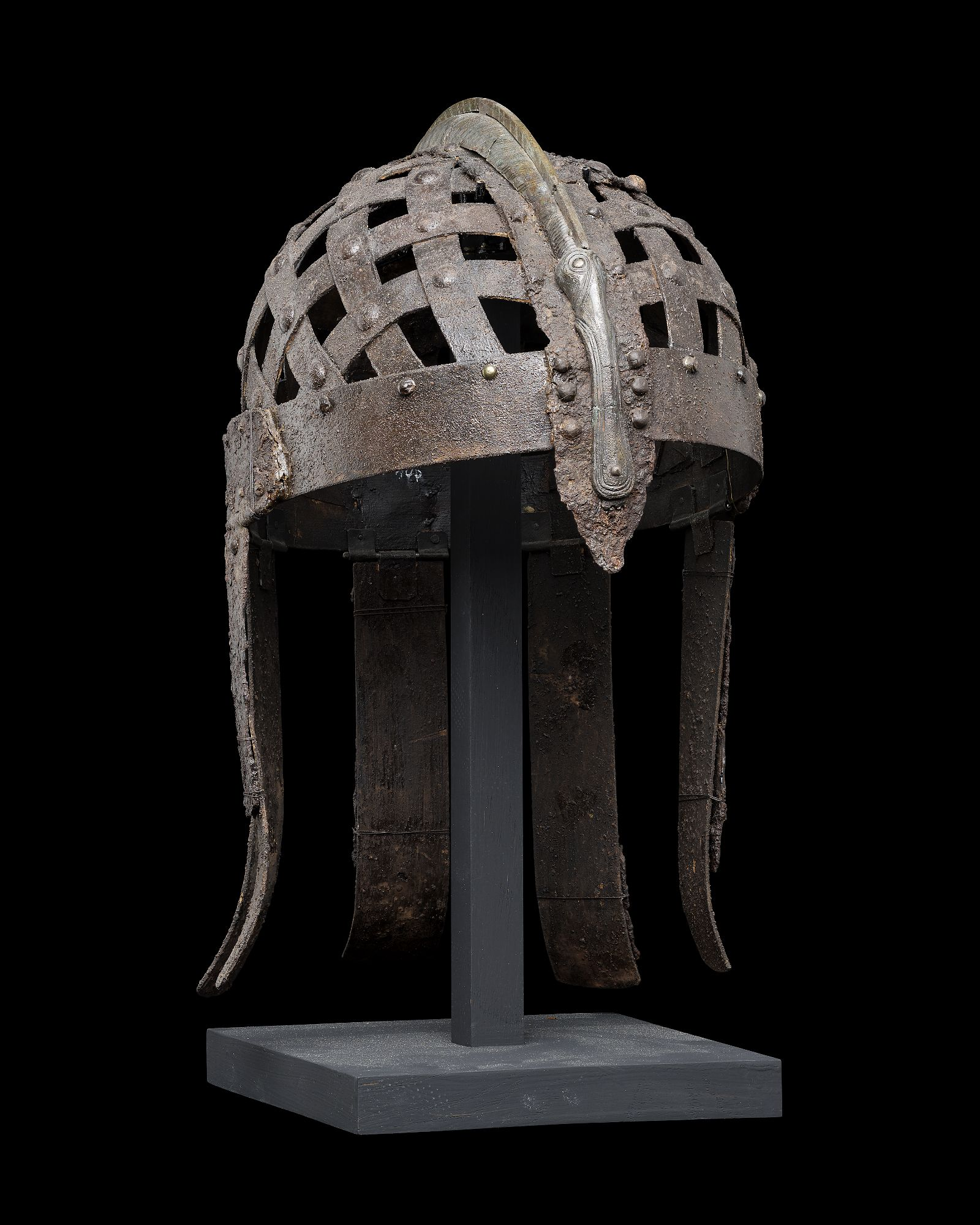
Der Ultuna-Helm
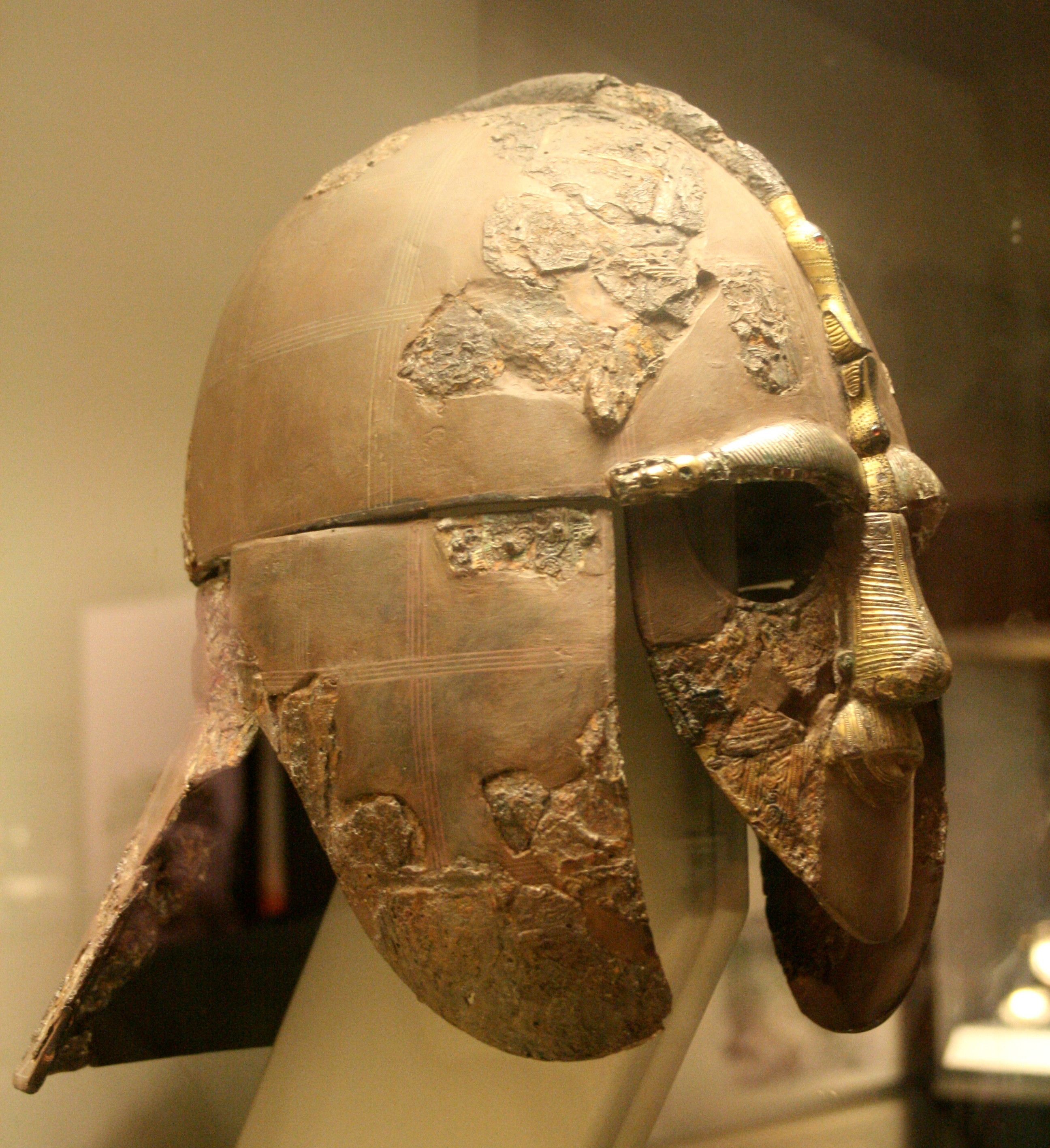
Der Helm von Sutton Hoo
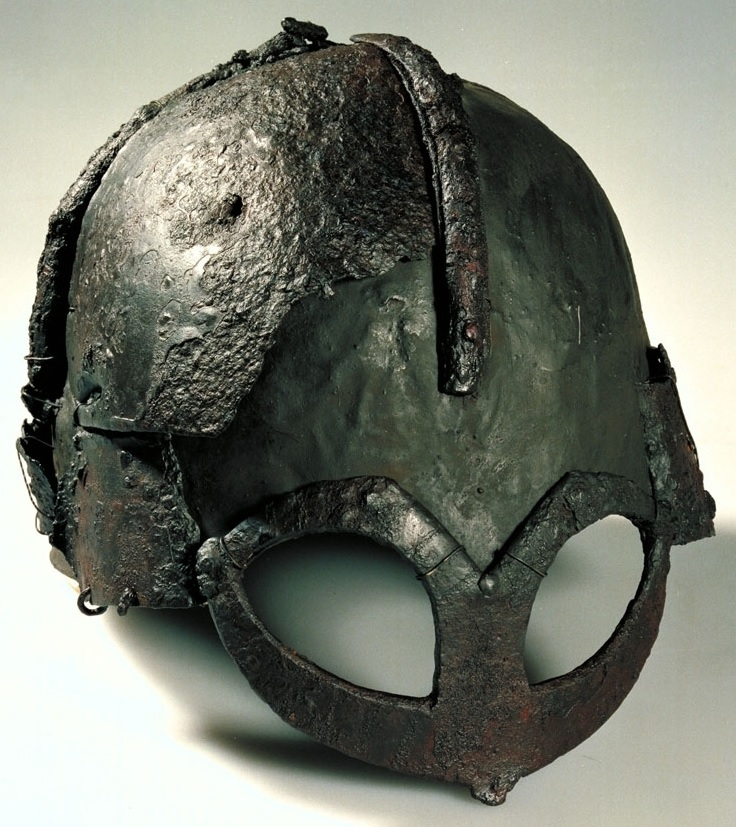
Der Gjermundbu-Helm

## Hörnerhelm
Der Brillenhelm wird landläufig verallgemeinernd als Wikingerhelm bezeichnet.
Das einst populäre Bild des Wikingers mit Hörnerhelm ist nicht historisch.
Die wenigen Funde von Hörnerhelmen und Statuetten mit Hörnerhelmen aus der nordischen Bronzezeit zeigen, dass es sich eher um rituelle Gegenstände handelte. Hörnerhelme sind bereits für die seefahrenden Schardana bildlich überliefert. Im Gegensatz zu den anderen Seevölkern sind die Schardana schon seit der 18. ägyptischen Dynastie durch Schriftquellen bezeugt, also bereits vor dem sogenannten Seevölkersturm um 1200 v. Chr. Bronzezeitliche Statuetten mit entsprechenden Hörnerhelmen wurden auf Sardinien und auf Zypern gefunden. Diese Funde haben jedoch nichts mit der Wikingerzeit zu tun, die etwa zwischen 800 und 1050 n. Chr. liegt, also rund zwei Jahrtausende später.